# De grote loebas en het blondje
De grote loebas en het blondje is het drieeëndertigste stripalbum uit de stripreeks Jeremiah. Het album is geschreven en getekend door Hermann Huppen. Van dit album verschenen tot nu toe een druk, bij uitgeverij Dupuis in de collectie Spotlight, in 2014.

## Inhoud
In dit verhaal komen oude tegenstanders van Jeremiah en Kurdy weer om de hoek kijken. In de eerste plaats is dit Stonebridge maar er is nog een veel geniepiger vijand op de achtergrond. Op een ochtend ontdekt Jeremiah dat Kurdy is verdwenen. Hij is ontvoerd door drie mannen. Zelf wordt Jeremiah belaagd door een blondje. Ze probeert hem te verleiden en stuurt Karl haar lijfwacht, om Jeremiah te contacteren. Jeremiah, op een vreemde manier geholpen door Karl, gaat op zoek naar zijn vriend Kurdy.